# Биккер, Ян
Ян Биккер (нидерл. Jan Gerritsz Bicker; 1591, Амстердам — 1653, Амстердам) — коммерсант, бургомистр, член династии Биккеров, влиятельной аристократической династии Амстердама.
Он был сыном Геррита Биккера, занимался строительством кораблей и торговлей в Амстердаме. Его торговля была, в основном, сосредоточена на Леванте. Ян Биккер был городским инспектором, а в 1647 году он стал шеффеном. Его братья Корнелис и Андрис Биккеры были влиятельными торговцами и бургомистрами города. Его старший брат Якоб был поместным владельцем Энгеленбурга. Когда штатгальтер Вильгельм II напал на Амстердам в 1650 году, одним из его требований было то, что Биккеры добровольно отказываются от своих должностей. Братья никогда не были бургомистрами одновременно, но они заключили соглашение об альянсе, так называемой Лиге Биккеров. После того как Вильгельм II умер в том же году, Биккеры восстановили свои позиции в течение Первого Периода без штатгальтера. Когда Андрис умер, Ян получил должность бургомистра, но ненадолго.

## Личная жизнь
Биккер был женат на Агнете де Графф ван Полсбрук, сестре Корнелиса де Граффа. В этом браке родилось трое дочерей: Гертрёйд, Вендела и Якоба Биккер. Гертрёйд вышла замуж за Жана Дётза, Вендела вышла замуж за Яна де Витта, Якоба была женой её кузена Питера де Граффа. Биккеры относились к партии Штатов (республиканской партии) и противостояли штатгальтерам, которые принадлежали Дому Оранских. Зять Яна Биккера, влиятельный великий пенсионарий Ян де Витт фактически управлял Республикой на протяжении Первого Периода без штатгальтера с 1650 по 1672 год. Несколько владений Яна Биккера, среди которых загородный дом De Eult в Барне, в конечном итоге попали в руки штатгальтеров.

## Карьера
Ян Биккер был состоятельным человеком для своего времени. Помимо Барна он также владел загородными домами в Бевервейке: Akerendam (1637) и Duynwijck. В пределах Амстердама Ян Биккер владел почти целым островом, прозванным Bickerseiland (Остров Биккеров). Он купил остров в 1631 году и владел там огромным домом с высокой башней, построенной для того, чтобы он мог видеть, как прибывают его корабли. Он жил на улице Кейзерграхт, 221.